# Novosilski Glacier
Novosilski Glacier är en glaciär i Sydgeorgien och Sydsandwichöarna (Storbritannien). Den ligger i den nordvästra delen av Sydgeorgien och Sydsandwichöarna. Novosilski Glacier ligger 210 meter över havet.
Terrängen runt Novosilski Glacier är varierad. Havet är nära Novosilski Glacier åt sydväst.  Trakten runt Novosilski Glacier är nära nog obefolkad, med mindre än två invånare per kvadratkilometer. Det finns inga samhällen i närheten. Trakten runt Novosilski Glacier består i huvudsak av gräsmarker.